# Голуб, Давид Моисеевич
Давид Моисеевич Голуб (10 августа 1901, Игумен, Минская губерния — 23 августа 2001, Минск) — белорусский анатом; доктор медицинских наук (1936), профессор (1935), академик АН БССР (1960). Заслуженный деятель науки БССР (1971). Один из основателей нейроморфологических исследований в СССР.

## Биография
Окончил медицинский факультет БГУ (1926). Научный сотрудник кафедры нормальной анатомии БГУ, Белорусского медицинского института (1926—1931); преподаватель (1931—1932), доцент кафедры (1932—1934), одновременно сотрудник Института психоневрологии (физиологии) АН БССР (1933). Заведующий кафедрой нормальной анатомии Минского медицинского института (1934—1941 и 1943—1975).
В период Великой Отечественной войны заведующий кафедрой нормальной анатомии Иркутского медицинского института (1941—1943), одновременно его проректор; заведующий кафедрой нормальной анатомии Белорусского медицинского института в Ярославле (1943—1944).
Декан лечебного факультета Минского медицинского института, руководитель и участник работ по восстановлению Минского медицинского института, его анатомического корпуса (1944—1945). Избран академиком АН БССР (1960). С 1975 — руководитель лаборатории морфологии нервной системы, функциональной группы нейроморфологии АН Беларуси и советник при дирекции Института физиологии АН Беларуси.
Член президиума правления Всесоюзного общества анатомов, гистологов и эмбриологов, организатор и руководитель белорусского отделения общества. Почетный председатель Белорусского и почетный член Российского, Украинского, Грузинского, Болгарского и Чехословацкого обществ анатомов, гистологов и эмбриологов. Почетный член Российского общества нейроморфологов. Член Международного общества по изучению мозга.
Дважды избирался депутатом Минского городского Совета депутатов трудящихся.

## Научная деятельность
Основные научные труды по анатомии и эмбриологии нервной и сосудистой систем человека и животных. Выявил основные закономерности развития периферической нервной системы, разработал теорию внешней мелкосегментной и контрлатеральной иннервации внутренних органов, исследовал компенсаторные приспособления в вегетативной нервной системе, разработал принципы образования новых нервных и сосудистых путей, которые нашли применение в клинической практике.

### Научные работы
- «Строение периферической нервной системы в эмбриогенезе человека», 1962
- «Образование новых нервных и сосудистых путей», 1964
- «Восстановление иннервации мочевого пузыря», с соавт., 1974
- «Развитие сплетений спинно-мозговых нервов. Атлас», Минск, 1982 (соавт.);
- «Ганглиопексия и иннервация органов». Минск, 1986 (соавт.).

## Награды
- Заслуженный деятель науки БССР (1971).
- Государственная премия СССР 1973 года за цикл работ по развитию нервной системы, теоретические и экспериментальные обоснования метода создания новых нервных связей и центров (1949—1971).
- Орден Трудового Красного Знамени (1944),
- Медаль Франциска Скорины (1996) и другими медалями.